# Cabeço do João Duarte
O Cabeço do João Duarte é uma elevação portuguesa localizada no concelho da Madalena, ilha do Pico, arquipélago dos Açores.
Este acidente geológico tem o seu ponto mais elevado a 1198 metros de altitude acima do nível do mar, sendo uma das maiores elevações ilha do Pico, encontra-se nas proximidades do Cabeço do Alveriano, Cabeço do Forcado e Cabeço do Coiro. Nos contrafortes desta formação nasce a Ribeira Joanes.